# Кляпка
Кляпка (пол. Klapka) — село в Польщі, у гміні Біла Велюнського повіту Лодзинського воєводства.
Населення — 132 особи (2011).
У 1975-1998 роках село належало до Серадзького воєводства.

## Демографія
Демографічна структура станом на 31 березня 2011 року:
|          | Загалом | Допрацездатний вік | Працездатний вік | Постпрацездатний вік |
| -------- | ------- | ------------------ | ---------------- | -------------------- |
| Чоловіки | 64      | 11                 | 45               | 8                    |
| Жінки    | 68      | 16                 | 40               | 12                   |
| Разом    | 132     | 27                 | 85               | 20                   |